# Frisby and Kirby
Frisby and Kirby var en civil parish 1936–2005 när det uppgick Frisby on the Wreake och Kirby Bellars, i Melton i Leicestershire i England. Parish hade 890 invånare (2001).